# Non-mixité
La non-mixité est une pratique consistant à organiser des rassemblements réservés aux personnes appartenant à un ou plusieurs groupes sociaux considérés comme opprimés ou discriminés, en excluant la participation de personnes appartenant à d'autres groupes considérés comme potentiellement discriminants (ou oppressifs), afin de ne pas reproduire les schémas de domination sociale.
Cette pratique est utilisée par certains groupes de divers courants militants, notamment du féminisme, de l'antiracisme, du mouvement LGBT ou de personnes en situation de handicap. Mais également dans divers courants scolaires religieux.
Cette stratégie fait régulièrement polémique, y compris au sein même de ces mouvements, car elle oppose deux visions de la lutte contre les discriminations ou inégalités. Les détracteurs considèrent que la non-mixité — excluant certaines catégorie de personnes des espaces « réservés » — recrée une inégalité entre individus, au lieu de la supprimer, et présente un caractère discriminatoire. Les partisans de la pratique soutiennent que de tels moments ponctuels en non-mixité sont une nécessité, l'absence de remises en cause par des personnes ne partageant pas leur expérience permettant de libérer la parole et de favoriser l'auto-émancipation.

## Description
Les réunions en non-mixité sont des « espaces revendiqués de non-cohabitation, [constituant] un mode de militantisme caractéristique de certains mouvements féministes, LGBT ou anti-racistes ». Adoptant la même description, Eléa Pommiers, du Monde précise :

« Dans les années 1970, la non-mixité est devenue une forme de militantisme, caractéristique de certains mouvements féministes, ou encore des mouvements antiracistes ou LGBT (Lesbiennes, gays, bisexuels, transgenres). Dans cette perspective, il s’agit de réserver ponctuellement des espaces de réunion et de parole à des groupes perçus comme opprimés, en excluant des personnes considérées comme appartenant à un groupe de « dominants », voire d’« oppresseurs ». »

Pour Christine Delphy, en situation de mixité, les rapports de domination sociale et les discriminations sont reproduits. La sociologue soutient que la mise en pratique de la non-mixité « participe en réalité d’un processus d’auto-émancipation, que chaque génération politique vient à redécouvrir ». Selon cette dernière, « les individus appartenant au groupe dominant ont tendance à imposer leurs vues et à monopoliser la parole par rapport aux groupes discriminés ». Par exemple, dans les groupes qui mélangent hommes et femmes, des hommes auraient tendance à recentrer le sujet sur eux en assurant qu'ils ne sont pas sexistes, ou encore, selon Christine Delphy, dans les rassemblements antiracistes, « les dominants tirent la discussion sur les sujets qui les intéressent, se plaignent, rappellent qu'eux ne sont pas racistes »,.
La non-mixité est conçue comme un moyen pour des personnes s'estimant subir des discriminations systémiques de partager des expériences communes et de s'exprimer librement dans un endroit où elles risquent moins d'être remises en cause par des personnes ne partageant pas cette caractéristique et où leur expérience vécue risque moins d'être questionnée ou délégitimée. Les participants doivent pouvoir s'exprimer sans ressentir le besoin de s'autocensurer ou de se justifier ni la crainte de blesser,,,.

« Car dans les groupes mixtes, Noirs-Blancs ou femmes-hommes, et en général dans les groupes dominés-dominants, c’est la vision dominante du préjudice subi par le groupe dominé qui tend à… dominer. Les opprimés doivent non seulement diriger la lutte contre leur oppression, mais auparavant définir cette oppression elles et eux-mêmes. C’est pourquoi la non-mixité voulue, la non-mixité politique, doit demeurer la pratique de base de toute lutte ; et c’est seulement ainsi que les moments mixtes de la lutte – car il y en a et il faut qu’il y en ait – ne seront pas susceptibles de déraper vers une reconduction douce de la domination. »

Il est parfois souligné que les espaces non mixtes sont utiles pour libérer la parole, en permettant à certaines personnes d'oser livrer des expériences qu'elles n'auraient pas exprimées autrement,.
Parmi les effets positifs avancés en justification de la pratique de la non-mixité figurent notamment la possibilité, :
- de s'exprimer dans un espace sécurisant, ou Safe space ; la militante afroféministe Kiyémis explique : « Pourquoi j’aime la non-mixité? Parce que pour moi, c’est l’impression d’être en sécurité. Je sais que je ne serai pas victime de micro-agressions racistes, sexistes. » ;
- de favoriser l'auto-émancipation, la non-mixité étant conçue comme une démarche d'empowerment qui permet aux participants de prendre confiance en eux et de s'affirmer, y compris dans d'autres contextes, de « définir leur oppression et donc leur libération elles/eux-mêmes […] » ;
- d'éviter la reproduction de la domination ; Caroline De Haas, fondatrice d'Osez le féminisme ! « s'est rendu compte que, lors des réunions [mixtes] de l'association, les hommes prenaient plus souvent et plus longuement la parole que les femmes. »

Les réunions non mixtes sont ainsi employées par différents groupes sociaux considérés, notamment par les organisateurs, comme opprimés : les femmes, les personnes trans, « racisés » ou les minorités sexuelles ainsi que des personnes se situant à l'intersection de plusieurs groupes.
La non-mixité est toutefois critiquée, y compris au sein des mouvements militants : en excluant certaines catégories de personnes, elle est parfois considérée comme discriminatoire. Cet argument est cependant rejeté par des militants, comme la féministe française Caroline De Haas, en raison du caractère ponctuel des évènements non mixtes, qui ne s'inscriraient donc pas dans le cadre d'une discrimination systémique.
La militante antiraciste Rokhaya Diallo défend l'usage ponctuel des réunions en non-mixité raciale mais les distingue de leur finalité : « les réunions afroféministes non mixtes n’ont en aucun cas vocation à proposer un projet de société ségrégationniste définitif puisqu’elles s’inscrivent dans la temporalité d’un événement ponctuel »,.

## Dans le féminisme

### Historique
En France, la non-mixité a été mise en œuvre dès le début de la Révolution française : notamment par Pauline Léon et Claire Lacombe — proches des Jacobins — qui fondent, le 10 mai 1793, le club des Citoyennes républicaines révolutionnaires comptant uniquement des femmes (environ 170),. Au bout de quelques mois, la Convention montagnarde dissout la société des Citoyennes (20 octobre 1793) et interdit ensuite par décret tous les clubs féminins, considérés « comme incompatibles avec la vocation naturelle de la femme qui est de s'occuper de son foyer et de ses enfants ».
Lors de la Troisième République, seule une minorité d'associations féministes et suffragistes est non mixte. Cette non-mixité est alors censée garantir l'expression des femmes, éviter que les hommes ne se mettent en avant et ne menacent l'autonomie du mouvement, mais surtout elle montrait que les femmes étaient capables de prendre en charge, seules, des tâches en général dévolues aux hommes. Le journal La Fronde, par exemple, fondé par Marguerite Durand en 1897 — considéré comme le « premier quotidien féministe au monde » —, est « entièrement écrit et administré par des femmes ».
L'Union des femmes peintres et sculpteurs est créée à Paris en 1881 par l'artiste Hélène Bertaux pour développer la visibilité de la création féminine et militer en faveur de l'accès des artistes femmes à l'Ecole des Beaux-Arts et au Prix de Rome. 
La non-mixité dans le mouvement féministe en France est cependant considérée comme issue des années 1970 et du Mouvement de libération des femmes (MLF),. Des groupes de parole non-mixtes sont ainsi organisés à la CFDT, où la secrétaire générale adjointe, Jeannette Laot, est également présidente du Mouvement pour la liberté de l'avortement et de la contraception (MLAC). Influencées par les mouvements des droits civiques et féministes américains et à la suite d'un certain sexisme constaté dans les mouvements militants de mai-juin 1968, des « femmes excluent les hommes et théorisent la non mixité » :

« Nous en sommes arrivées à la nécessité de la non mixité. Nous avons pris conscience qu'à l'exemple de tous les groupes opprimés, c'était à nous de prendre en charge notre propre libération. En effet, si désintéressés soient-ils, les hommes ne sont pas directement concernés et retirent objectivement des avantages de leur situation d'oppresseurs. »

Pour l'historienne Christine Bard, « Les groupes de conscience qui ont éclos à ce moment-là ont joué un rôle fondamental dans la libération de la parole des victimes de violences sexuelles. Ça n'était pas possible dans des groupes mixtes ».
Dans les années 1980 et 1990, la mixité dans les mouvements militants féministes revient, encouragée par des personnes ayant évolué dans un environnement scolaire mixte.

#### Expérimentations d’espaces non-mixtes dans les écoles
En 2010, Martine Chaponnière, professeure en sciences de l'éducation à l'université de Genève, évoque quelques difficultés liées à la mixité dans les écoles :
- « En Suisse romande, dans les centres de loisirs, les travailleurs sociaux ont de grosses inquiétudes car les filles ne viennent plus. Cet absentéisme est dû aux violences sexistes (verbales ou physiques) qu’elles subissent et au fait que les garçons monopolisent l’espace et les installations (jeux, parc informatique) et qu’elles ont beaucoup de peine à y avoir accès. Finalement les adolescentes s’excluent d’elles-mêmes de ces ambiances machistes, basées sur des rapports de force et sur un langage vulgaire et irrespectueux » ;

et l'intérêt de conduire des expérimentations de non-mixité chez les plus jeunes ;
- « les évaluations de ces expérimentations sont contrastées : à l'abri des remarques sexistes, les filles plus en confiance opteraient davantage pour des orientations moins stéréotypées, réussiraient mieux dans des matières considérées comme masculines. Mais dans ces mêmes classes, les enseignants adaptent les contenus ou méthodes d'enseignement au sexe des élèves. Ils risquent de renforcer les représentations sexistes, les garçons et les filles étant réassignés à leur catégorie respective. »

Le sociologue de l'éducation Gaël Pasquier voit un effet « paradoxal » dans ce recours à la non-mixité scolaire, « Dans les arguments en faveur de ces expériences ciblées se retrouvent les justifications de certains mouvements féministes des années soixante-dix, qui ont parfois pu considérer la décision de se retrouver uniquement entre femmes comme un « acte fondateur » ». Cependant, une singularité réside dans le fait que l'école ne s'inscrit pas dans une logique d'engagement militant — contrairement à l'activisme afroaméricain ou au féminisme — et ces expérimentations confrontent « les élèves à des injonctions paradoxales : alors que les textes officiels de l’Éducation nationale demandent à l’école d’affirmer l’égalité des filles et des garçons, de les inviter à déconstruire les stéréotypes de sexe, de lutter contre l’homophobie, celle-ci les sépare et les réassigne dans une catégorie à laquelle elle leur demande de ne pas se limiter ». La sociologue Marie Duru-Bellat (elle aussi, spécialiste de l'éducation) « pense que les situations de non-mixité peuvent être profitables, aux filles notamment, qui se libèrent ainsi de la « menace du stéréotype », à condition qu’elles soient temporaires ».

### Points de vue
Les hommes présents auraient tendance à monopoliser la parole au détriment des femmes,, reproduisant ainsi au sein du milieu militant les inégalités et les rapports de pouvoir entre hommes et femmes. Selon Christine Delphy, sociologue française, en plus de l'aspect selon lequel les hommes monopolisent le discours, les hommes féministes ont également tendance à substituer leur parole à celle des femmes, mais aussi à imposer leur conception de la libération des femmes à celles-ci, dans une optique où ils pourraient contrôler ce mouvement. Pour elle, la non-mixité choisie est une conséquence de l'« auto-émancipation », c'est-à-dire de la lutte par et pour les personnes opprimées,.
Pour le courant du féminisme radical, la non-mixité a pour but de rendre la situation plus égalitaire au niveau des relations sociales. Il s'agit alors de se regrouper, tout en se passant de la domination masculine, de prendre confiance en soi, aboutissant ainsi à une analyse politique collective à partir des expériences individuelles. La non-mixité peut s'inscrire dans une démarche d'empowerment.
Selon plusieurs personnalités militantes, dont Christine Delphy, certaines féministes radicales et des chercheurs, le principe de la non-mixité est une nécessité pour le féminisme militant, sans pour autant que les rassemblements non mixtes aient vocation à remplacer les réunions mixtes qui sont jugées comme demeurant nécessaires.
La réalisatrice afroféministe Amandine Gay raconte son expérience à Osez le féminisme ! : « Nous n’étions pas non mixte mais il y avait très peu d’hommes. Se retrouver entre femmes, ça a été plus facile pour discuter de certains enjeux parce qu’on ne se coupait pas la parole. Tu apprends beaucoup mieux en non-mixité sans qu’on délégitime ton expérience, qu’on te coupe la parole ou qu’on t’attaque ». Toutefois, elle estime que « la non-mixité est un outil très important pour prendre confiance. Après, j’émettrais des réserves quant au fait de la présenter comme une fin en soi. C’est un outil vers lequel on peut toujours se tourner quand on a besoin de faire le point, de réfléchir à certains enjeux et de développer des stratégies qui nous soient propres. Mais, mon objectif, c’est de vivre dans la société dans laquelle j’évolue : je veux que cette société change, pas en être exclue ».
Certains avancent que les opposants aux réunions non mixtes sont généralement des personnes qui n'auraient de toute manière pas participé aux réunions mixtes habituellement. Selon le chercheur français Alban Jacquemart, « en instaurant la non-mixité, les féministes [mettent] en évidence la position de dominant des hommes. Or, les dominants n’acceptent pas d’être renvoyés à leur position de dominants ».

## Dans l'antiracisme

### Mouvement des droits civiques
Les réunions non mixtes ont notamment été employées lors du mouvement des droits civiques aux États-Unis dans les années 1960,, où les personnes blanches étaient exclues de certains rassemblements, comme au sein des collectifs des Black Panthers, du Student Nonviolent Coordinating Committee (SNCC) et du Congress of Racial Equality (CORE). La pratique de la non-mixité s'inscrit la démarche du Black Power et de la radicalisation du mouvement civique. Pour Stokely Carmichael, les Noirs doivent s'organiser entre eux, la non-mixité permet l'autodétermination et l'empowerment des Noirs, face aux Blancs qui se retrouvaient nécessairement dans une position de dominants lors de leurs rassemblements, comme lors des réunions du SNCC et du CORE. Cette évolution vers une radicalisation est critiquée par des militants modérés, qui sont pour certains exclus du mouvement. Le Times juge alors le Black Power de « philosophie raciste » tandis que Roy Wilkins, activiste depuis les années 1930, considère que « peu importent leurs efforts pour l’expliquer, le terme « Black power » signifie “pouvoir anti-Blancs” ».

### En France

#### Polémique des régionales de 2021
Les polémiques sur la non-mixité culminent lors de la campagne électorale des régionales de 2021 en Île-de-France, plus grande région française, quand la tête de liste du Parti socialiste s'en empare et subit un recul ensuite dans les sondages. Questionnée le 27 mars 2021 par BFM TV au sujet des « réunions non mixtes racisées » organisées par le syndicat étudiant UNEF, Audrey Pulvar répond que « si vient à cet atelier une femme blanche, un homme blanc, etc., j'aurais tendance à dire qu'il n’est pas question de le jeter dehors. En revanche, on peut lui demander de se taire, lui demander d'être spectateur silencieux ». Plusieurs personnalités politiques, membres du RN et de LR, dénoncent des déclarations jugées racistes, et elle chute dans les sondages.
La présidente du Rassemblement national Marine Le Pen déclare alors sur Twitter que la justice « doit engager des poursuites pour provocation à la discrimination raciale ». Deux vice-présidents LR de la région, Geoffroy Didier et Patrick Karam, sont également choqués, le premier lui demandant de s’excuser auprès de la République, tandis que la députée parisienne LREM Laetitia Avia souligne que « la lutte contre le racisme ne passe pas par l’exclusion et la discrimination, mais par le dialogue ». Jean-Luc Mélenchon déclare au contraire qu'« Audrey Pulvar n'est pas raciste » et déplore que « le débat public s'effondre ».
De son côté, le journaliste Daniel Schneidermann lui reproche une réponse nombriliste et de ne pas avoir éludé la question, ni rappelé que le sujet est purement polémique, marginal, sans faits précis ni lien avec l'actualité ni avec l'élection régionale en cours. La députée de la France insoumise Danièle Obono a défendu la non-mixité dans le cas de groupes de paroles pour « personnes victimes de violence sexiste, par exemple », mais Adrien Quatennens et Alexis Corbière, du même parti, l'ont immédiatement contredite, estimant qu'il ne fait « rentrer » dans ce système concernant des réunions syndicale[pas clair].

#### Collectif Mwasi
En février 2018, le collectif Mwasi organise une projection du film Black Panther « en non mixité pour les personnes noires quel que soit le genre » en mettant en vente les tickets sur Internet, la non-mixité n'étant ici pas justifiée par la nécessité de favoriser un échange libre la soirée étant un divertissement. À la suite de cela, la LICRA dénonce un acte de « ségrégation » et annonce avoir déposé plainte.

#### Camp décolonial
En 2016, se tient à Reims un « camp d'été décolonial » non-mixte, réservé aux personnes considérées comme « subissant à titre personnel le « racisme d'État » en contexte français ». L'évènement se définit comme s'inscrivant « dans la tradition des luttes d’émancipation décoloniales, anti-capitalistes et d’éducation populaire » « afin de se former, de partager et de renforcer [les personnes invitées] pour les luttes et mobilisations à venir ». La non-mixité y est défendue par les organisatrices comme une nécessité politique, car selon elles ; « les paroles blanches sont survalorisées, surinterprétées, surlégitimées comparées aux paroles et pensées non blanches ».
L'évènement suscite la polémique en France, il est notamment critiqué par des associations antiracistes comme la LICRA ou SOS Racisme.
La ministre de l'Éducation nationale Najat Vallaud-Belkacem déclare — dans une réponse à Bernard Debré — qu'elle « condamne absolument la tenue de ces réunions comme celle du camp d’été que vous avez évoqué […] Ces initiatives sont inacceptables, car, bien loin de l’objectif qu’elles prétendent poursuivre, elles confortent une vision racialiste et raciste de la société qui n’est pas la nôtre […] Au bout de ce chemin, je le dis à tous ceux qui l’empruntent, il n’y a que le repli sur soi, la division communautaire et le chacun chez soi ».
D'autres observateurs qualifient l'événement de « racisme à l’envers », de racisme culturel, ou d'apartheid opposé à l'« universel humain », de « remix de l‘extrême-droite identitaire » cultivant les divisions, de « forme d’apartheid mental qui aboutit à des manifestations racialistes sous prétexte de lutte contre le racisme », d'ostracisme assumé qui exclut une partie des individus du débat au nom de la lutte contre un «système» dominant.
Fania Noël, coorganisatrice du camp d'été avec Sihame Assbague, pense que « l’autonomie est vue comme un danger par les personnes qui ont des choses à perdre dans l’émancipation. ». Selon Sylvia Zappi, journaliste au Monde, les réunions réservées aux « non blancs » se multiplient et « rassemblent des jeunes militants désireux de défendre un “antiracisme politique”, qu’ils opposent à l’antiracisme “moral” des années 1980 ».
En mai 2016, un collectif d'une cinquantaine d'universitaires, militants et artistes prend la défense de l'événement sur un blog de médiapart.
La politologue Audrey Célestine considère la polémique comme incarnant parfaitement la difficulté « à avoir une discussion critique non hystérique ». Pour Faïza Zerouala, cette polémique a finalement « phagocyté le fond, dont il a peu été question. En réalité, le camp d’été décolonial pourrait se résumer à une série de conférences, imprégnées de sociologie et d’outils conceptuels ».
Malgré les critiques et la polémique, le rassemblement n'est pas interdit ; le préfet estimant « qu'il n'y avait eu ni “expression publique de racisme ou d'exclusion”, ni de “trouble à l'ordre public” pouvant justifier l'interdiction de l'événement ».
Une deuxième édition du camp d'été décolonial est organisé en août 2017 dans un lieu confidentiel. Marianne voit dans la stratégie qui consiste à réserver la réunion « uniquement aux personnes subissant à titre personnel le racisme d’État en contexte français » l'effet d'une « rhétorique identitaire ».

#### Festival Nyansapo
Du 28 au 30 juillet 2017, le festival Nyansapo, qui se décrit comme un festival « afroféministe militant à l’échelle européenne », est organisé par le collectif Mwasi et doit se tenir dans les locaux de la Générale Nord-Est (qui loue ses locaux à la mairie de Paris), dans le onzième arrondissement de Paris. Le festival est organisé en quatre espaces, dont trois sont annoncés en non-mixité : un espace non mixte pour les femmes noires (80 % du festival), un espace non mixte pour les personnes « noires » ou « afro-descendante » (les deux termes sont utilisés comme synonyme) et un espace non mixte pour les femmes « racisées » ; le dernier espace est ouvert à tous. L'élu du Front National Wallerand de Saint-Just, la LICRA et la maire socialiste de Paris Anne Hidalgo évoquent un festival « interdit aux blancs ». La maire de Paris publie ainsi le 28 mai une série de tweets où elle dit « demander l’interdiction du festival » et annonce qu’elle va « saisir le préfet de police en ce sens ». Le lendemain, elle annonce qu'une solution a été trouvée, les ateliers organisés en non-mixité se tenant dans un lieu privé sans lien avec la mairie de Paris ; les organisateurs du festival répondent que c'était déjà ce qui était prévu.
Le président d’honneur de la Ligue des droits de l’homme, Michel Tubiana, qui se dit « sceptique sur le processus utilisé », y voit « surtout le signe « d’un symptôme dont il faut tenir compte » : la frustration de la jeune génération de militants face aux échecs de l’antiracisme « universaliste » ou « moral » ».
Pierre-André Taguieff écrit à propos du festival Nyansapo : « L'impératif d'auto-émancipation peut ainsi venir légitimer un communautarisme identitaire séparatiste ».

#### Stages Sud-éducation
En novembre 2017, le syndicat d'enseignants Sud-Éducation 93 organise un stage visant notamment à analyser le « racisme d'État » en France. Des conférences données par des proches du Parti des Indigènes de la République et du CCIF, ainsi que des ateliers en non-mixité raciale font polémiques. L'annonce du stage publiée sur le site du syndicat le 19 octobre est relevée un mois plus tard par Nassim Seddiki, secrétaire général du Printemps républicain et membre du Parti socialiste. La LICRA reproche au syndicat d'« étiqueter les enfants des écoles de la République et leurs enseignants en fonction de critères dignes d’une exposition coloniale », tandis que le ministre de l'Éducation nationale Jean-Michel Blanquer dénonce un « projet d'une réunion syndicale triant les membres sur la base de leur origine », le jugeant « inconstitutionnel et inacceptable ». Sud-Éducation répond par un communiqué, dénonçant « des messages mensongers, de haine et d'attaques sur les réseaux sociaux » et « la coïncidence des agendas des réseaux d'extrême droite et de notre ministère »,. Une plainte pour « discrimination » et « exploitation des personnes vulnérables » déposée en avril 2018 par Jean-Michel Blanquer est classée sans suite.
Le même syndicat organise, en avril 2019, un nouveau stage de formation sur le thème « Comment entrer en pédagogie antiraciste ? » — dont le but revendiqué est de « donner des outils pour lutter contre le racisme que rencontrent, au sein de l'institution scolaire, différentes catégories de personnes membres de la communauté éducative » — comprenant un atelier non-mixte intitulé « Comment se défendre dans son environnement professionnel ». L'entourage de Jean-Michel Blanquer dénonce une initiative « contraire aux valeurs de l'école républicaine ». Le syndicat soutient que la non-mixité est un outil militant « qui n'a pas pour but d'être "généralisé" mais de permettre "à un moment donné, dans un endroit donné" à des personnes de "discuter des discriminations" et "des problématiques propres" qu'elles subissent ».
La justice déboute et condamne en juin 2022 cinq parlementaires LR qui avaient réclamé la dissolution du syndicat (Thibault Bazin, Bernard Fournier, Bérengère Poletti, Patrice Verchère, Julien Aubert) après l’organisation du stage en avril 2019. Le tribunal estime notamment que les plaquettes annonçant l’organisation de ces ateliers démontraient « sans ambiguïté que l’objectif poursuivi n’était pas de prôner la discrimination entre les personnes mais au contraire de critiquer de prétendues discriminations raciales à l’école », et que les transformations prônées par le syndicat « ont pour objectif essentiel le respect du principe de non-discrimination dans l’école ».

### Points de vue
Pour Jean-Loup Amselle, « La non-mixité est une nouveauté en Europe ». « La non-mixité est dramatisée en France sur le plan politique, notamment par la droite et l'extrême droite qui fustigent ces réunions non mixtes, alors que dans la pratique — par exemple les réunions non mixtes qui ont eu lieu à l'université Paris 8 et qui ne regroupaient en principe que des Noirs — on a pu observer que, dans ces réunions, les Blancs étaient acceptés. »
« Mais, par ailleurs, cette idée de réunion non mixte est difficile à défendre, selon moi, parce qu'elle est aussi revendiquée par des associations d'extrême-droite, type « Riposte laïque » dont les « apéros saucissons-vin rouge » sont destinés à éloigner les musulmans. »
« La non-mixité a été critiquée par la gauche républicaine, par la droite et par l’extrême droite qui y voient un phénomène de «communautarisme» ou de «séparatisme». »
Souleymane Bachir Diagne déclare dans ce même entretien avec Jean-Loup Amselle : « S'il me fallait avoir un énoncé général sur ces rencontres de non-mixité, je crains pour l'exigence d'universalité sur laquelle j'insiste particulièrement, et je ne voudrais pas que la réflexion devienne un enfermement dans une expérience que l'on jugera incommunicable ».

## Défense des personnes en situation de handicap
Dans certaines organisations luttant pour les droits des personnes handicapées, la pratique de la « pairémulation » (traduction de l'anglais « peer counseling »), se répand. Il s'agit, lors de réunions entre des personnes atteintes d'un handicap, de partager des expériences relatives à la vie de tous les jours mais aussi de parler de l'oppression souvent vécue par les personnes handicapées dans la société. La « pairémulation » vise en premier lieu à rendre la parole à celui ou celle qui doit se construire ou se reconstruire, et à la réinstauration d’une parité pour trouver ou retrouver la confiance. Pour ce faire, cette pratique se fait souvent en non-mixité : « Pour obtenir la parité, seules les personnes qui surmontent des restrictions de capacité sont en effet invitées à participer et, surtout, à prendre la parole. Cette règle destinée à libérer la parole de celles et de ceux qui n’ont que rarement l’occasion de s’exprimer en dehors de la présence des personnes qui les accompagnent dans le quotidien est parfois difficile à mettre en œuvre, surtout avec les personnes dites « handicapées mentales ».
Certains groupes de personnes en situation de handicap se rassemblent en statut associatif spécifique pour se préserver de la présence des personnes non handicapées, parents, professionnels de santé (ou du handicap) et bénévoles, comme le Réseau des diplômés ou étudiants de l'enseignement supérieur et cadres Asperger ou autistes (DÉesCAa).

## Critiques
Pour Eléa Pommiers (Le Monde), « La non-mixité fait régulièrement polémique car elle oppose deux visions de la lutte contre les discriminations et heurte le principe d’égalité entre les individus ». Dans le cas de la non-mixité raciale, ses détracteurs y voient une pratique raciste, qualifiée parfois de « racisme à l’envers » et « estiment que la non-mixité recrée une inégalité au lieu de la supprimer et encourage le communautarisme plutôt qu’elle ne le fait reculer. Dans cette conception, la mixité permettrait un mélange des groupes sociaux nécessaire à leur connaissance, à leur respect mutuel. C’est la diversité qui serait la condition de l’égalité entre les personnes ».
Fin 2017, le ministre de l’Éducation nationale Jean-Michel Blanquer prend position contre la non-mixité, dénonçant « des pratiques contraires à la Constitution » et qui portent atteinte à la « cohésion nationale »
Auteur de recherches sur la notion de « racisme institutionnel », le sociologue Michel Wieviorka juge qu'organiser des ateliers de « non-mixité raciale » est « dangereux et malsain, c'est aller en sens inverse de ce qu’il faut faire pour faire respecter, comprendre et partager les valeurs universelles. En disant que pour partager certaines expériences, il faut appartenir à un groupe racialisé, on joue la fragmentation de la société, on s'éloigne des idéaux universels. Mais le discours universaliste, incarné en France par l'idéal républicain, lance des promesses d'égalité ou de fraternité qui ne sont pas tenues pour tout le monde. Il devient alors abstrait, incantatoire, répressif et contre-productif. Pour résister aux tentations de fragmentation, on met en avant des valeurs sans les appliquer à tous. La situation est donc délicate, il faut combattre sur deux fronts : à la fois défendre les valeurs de la République et, en même temps, reconnaître que le racisme se fixe sur des populations plutôt que d'autres ».
Pour l'essayiste Barbara Lefebvre, la non-mixité : « C'est le modèle autoségrégatif des minorités ethniques et des féministes américaines importé par les décoloniaux depuis plus de quinze ans en France » ; « Sans vergogne les décoloniaux défenseurs de la non-mixité se réclament de Frantz Fanon pour en caricaturer la pensée et la racialiser alors qu'il écrivait dès 1952 : « Seront désaliénés Nègres et Blancs qui auront refusé de se laisser enfermer dans la Tour substantialisée du passé ». Nous sommes au contraire dans l'aliénation volontaire d'identitaires obsédés par la race, au sens raciste de Gobineau et non dans l'acception culturelle et naturellement ethnocentrée de Lévi-Strauss ! ».

### Identitarisme
En 2016, le philosophe et professeur des universités François Noudelmann écrit une tribune dans le journal Le Monde pour dénoncer la non-mixité, la considérant comme étant une « rhétorique identitaire dépassée », « une logique séparatrice » et une « dangereuse régression ».

### Ghetto
En 1981, lors d'une interview, Marguerite Yourcenar suggère la non-mixité liée au sexe en ces termes : « Ce qui m’inquiète dans le féminisme de nos jours, avec lequel je suis tout à fait d’accord quand il s’agit d’égalité des salaires à mérite égal […], c’est l’élément de revendication contre l’homme, une tendance à se dresser contre l'homme en tant que femme qui ne me paraît pas naturelle, qui ne me paraît pas nécessaire et qui tend à établir des ghettos. Des ghettos, on en a déjà assez […],.

### Racialisme
En 2016, la ministre de l’Éducation nationale Najat Vallaud-Belkacem dénonçait la non-mixité, déclarant que « ces initiatives sont inacceptables, car, bien loin de l’objectif qu’elles prétendent poursuivre, elles confortent une vision racialiste et raciste de la société qui n’est pas la nôtre […] Au bout de ce chemin, je le dis à tous ceux qui l’empruntent, il n’y a que le repli sur soi, la division communautaire et le chacun chez soi ».
Cette pratique est aussi critiquée par des associations qui luttent contre les différentes formes de discriminations. Pour la Ligue internationale contre le racisme et l'antisémitisme, la non-mixité raciale est « un scandale ». Elle affirme que « le mot « racisé » est une résurgence raciste qui vise à assigner à des groupes une identité victimaire » et la considère comme étant « digne d’une exposition coloniale ». Pour SOS Racisme, « la non-mixité est un très fumeux concept en vogue », affirmant « que cette façon de procéder renvoie à une vision racialiste que nous condamnons avec la plus grande fermeté car ne correspondant en rien à une dynamique antiraciste fondée, tout au contraire, sur le vivre ensemble et la rencontre ». Son président Dominique Sopo considère que le concept de non-mixité est « aberrant et irresponsable » déplorant un « retour aux catégories raciales » et s'indigent que les gens qui la défendent « s’arrogent le droit de déterminer qui est afrodescendant ».

### Racisme
Alors président de la LICRA, Alain Jakubowicz écrit en 2016 : « Désigner “le Blanc” comme symbole dominateur d’un prétendu “racisme d’État” qui sévirait en France, c’est être raciste. Quitter une réunion féministe en raison du trop grand nombre «de meufs blanches et assimilationnistes», c’est aussi être raciste. Revendiquer le communautarisme et accueillir à bras ouverts le fondamentalisme religieux pour “guérir la France de l’islamophobie”, c’est offrir à l’extrême droite un boulevard pour promouvoir une conception contre-nature de la laïcité. » Il critique aussi le caractère identitaire, symétrique de l'extrême droite, de réunion en non-mixité racisée d'un groupuscule à l'université Paris-8.
Proche des mouvements syndicaux, le parti politique La France insoumise est aussi majoritairement opposé à la non-mixité. Bien que la députée Danièle Obono aille à contre-courant de l'avis du parti en affirmant que « la pratique de la non-mixité n'est pas dangereuse dans le sens où c'est une pratique qui répond, à un moment donné, à des besoins d'une catégorie », le député Alexis Corbière affirme être « universaliste et républicain » et considère que « ce qu'il y a de formidable dans notre pays, c’est qu’il est basé sur la déclaration des droits de l’Homme et du citoyen. Les Hommes naissent et demeurent libres et égaux en droit. Et si on rentre dans un système, fût-ce au nom du fait qu’il y a des discriminations qu’il faut combattre, où des réunions sont ouvertes à certains et pas à d’autres, je crois que nous avons perdu ». De son côté, son collègue Adrien Quatennens affirme que « le fait de tenir des réunions syndicales qui font le tri de manière raciale me pose un problème évident. Moi je suis pour que les réunions soient ouvertes à tous ». Jean-Luc Mélenchon affirme quant à lui « être choqué même par l'idée qu'on puisse appeler une réunion 'racialisée' », indiquant « qu'il ne croit pas à l'existence des races », tout en affirmant qu'« il y a plein de gens qui ont souffert de racisme, de la discrimination, qu'ils éprouvent une espèce de sentiment réconfort parfois à se retrouver ensemble. Ça c'est l'échec de la République ».
Frédéric Potier, délégué interministériel à la lutte contre le racisme, l'antisémitisme et la haine anti-LGBT (DILCRAH), dit être « gêné » par le concept de non-mixité raciale, tout comme ceux de « blanchité », « souchiens » ou « non-souchiens ». Selon lui « on est dans de l’assignation identitaire. Je suis un homme blanc, donc il faudrait que je sois forcément un mâle dominant ou un post-colonisateur… ». Il s’interroge également de la manière dont ceux qui défendent la non-mixité considèrent « la question des personnes métisses ».